# Långstjärtad sparvduva
Långstjärtad sparvduva (Uropelia campestris) är en fågel i familjen duvor inom ordningen duvfåglar.

## Utseende och läte
Långstjärtad sparvduva är en mycket liten och långstjärtad duva. Ovansidan är brunaktig, undersidan vitaktig. På vingarna syns svarta fläckar och runt ögat en gul orbitalring. Även benen är gula. I flykten uppvisar den en V-formad stjärt med svarta sidor och vita spetsar. Sången består av en serie med ljusa toner som i engelsk litteratur återges som "wha-ooop...wha-ooop...wha-ooop...".

## Utbredning och systematik
Långstjärtad sparvduva förekommer i väst-centrala Brasilien (Mato Grosso) och angränsande Bolivia. Fågeln placeras som enda art i släktet Uropelia. Den behandlas som monotypisk, det vill säga att den inte delas in i några underarter.

## Levnadssätt
Långstjärtad sparvduva hittas i gräsmarker och i skogskanter. Den födosöker på marken.

## Status
Arten har ett stort utbredningsområde och beståndet anses stabilt. Internationella naturvårdsunionen IUCN listar den därför som livskraftig (LC).